# Torneo de Gstaad 2021
El Swiss Open Gstaad 2021 fue un torneo de tenis perteneciente al ATP Tour 2021 en la categoría ATP Tour 250. El torneo tuvo lugar en la ciudad de Gstaad (Suiza), desde el 19 hasta el 25 de julio de 2021 sobre tierra batida.

## Distribución de puntos
| Modalidad            | Campeón | Finalista | Semifinales | Cuartos de final | 2ª ronda | 1ª ronda | Clasificados | 2ª ronda de clasificación | 1ª ronda de clasificación |
| Individual masculino | 250     | 165       | 100         | 50               | 25       | 0        | 13           | 7                         | 0                         |
| Dobles masculino     | 250     | 150       | 90          | 45               | 20       | 0        | -            | -                         | -                         |

## Cabezas de serie

### Individuales masculino
| Tenista           | Ranking | Preclasificados |
| Denis Shapovalov  | 10      | 1               |
| Roberto Bautista  | 14      | 2               |
| Casper Ruud       | 16      | 3               |
| Christian Garín   | 18      | 4               |
| Federico Delbonis | 48      | 5               |
| Benoît Paire      | 51      | 6               |
| Laslo Djere       | 57      | 7               |
| Feliciano López   | 90      | 8               |

- Ranking del 12 de julio de 2021.[2]

### Dobles masculino
| Tenista                          | Ranking | Preclasificados |
| Robin Haase Matwé Middelkoop     | 79      | 1               |
| Ariel Behar Gonzalo Escobar      | 96      | 2               |
| Hugo Nys Andrea Vavassori        | 130     | 3               |
| André Göransson Frederik Nielsen | 160     | 4               |

## Campeones

### Individual masculino
Casper Ruud venció a  Hugo Gaston por 6-3, 6-2

### Dobles masculino
Marc-Andrea Huesler /  Dominic Stricker vencieron a  Szymon Walków /  Jan Zieliński por 6-1, 7-6(9-7)